# Serpaize
Serpaize är en kommun i departementet Isère i regionen Auvergne-Rhône-Alpes i sydöstra Frankrike. Kommunen ligger i kantonen Vienne-Nord som tillhör arrondissementet Vienne. År 2022 hade Serpaize 2 100 invånare.

## Befolkningsutveckling
Antalet invånare i kommunen Serpaize
Referens:INSEE